# Taxithelium
Taxithelium là một chi rêu trong họ Sematophyllaceae.